# Сармаково
Сарма́ково (кабард.-черк. Сэрмакъ) — село в Зольском районе Кабардино-Балкарской Республики.
Образует муниципальное образование «сельское поселение Сармаково», как единственный населённый пункт в его составе.

## География
Селение расположено в восточной части Зольского района, в долине реки Малка. Находится в 30 км к югу от районного центра — Залукокоаже, в 60 км к северо-западу от Нальчика, и в 50 км к юго-западу от Пятигорска.
Площадь территории сельского поселения составляет — 127,15 км2.
Граничит с землями населённых пунктов: Верхний Куркужин на юго-востоке, Каменномостское на западе, Совхозное на севере, Камлюково и Малка на северо-западе.
Населённый пункт расположен в предгорной зоне республики, у северо-восточного склоне Джинальского хребта. Средние высоты составляют около 750 метров над уровнем моря. Высшей точкой является гора Кунитага (1047 м), расположенная к югу от села. Рельеф представляет собой сильно пересеченную многочисленными хребтами и балками местность. Хребты являются водоразделами рек, долины которых изрезаны и представляют собой балки и малые ущелья. Вершины водоразделов рек имеют плато-образную форму и общую склонность к понижению на северо-восток. В окрестностях села имеются множество скоплений курганов высотой от 2 до 5 метров.
Пониженные участки сельского поселения используются для сельскохозяйственных нужд. Вершины водоразделов и склоны хребтов из-за крутизны используются под сенокосы и выпасы скота. Из-за пересечённости рельефа, большая часть сельского поселения относятся к потенциально эрозийно-опасным. Западная и восточная часть сельского поселения представляют собой пастбища и альпийские луга. Южная часть покрыта массивами смешанного леса.
Гидрографическая сеть представлена рекой Малка и её притоками — Сармако, Худайтоко, Агубекеюко, Хамцако, Кандроко, Тотлестануко, Шелюга, Большое Камлюко и т.д. На северо-востоке протекает река Куруко, несущая свои воды в Куркужин. Имеются различные выходы родников и серных источников.
Климат влажный умеренный. Среднегодовая температура составляет +9,0°С. Лето тёплое со средними температурами июля около +21,0°С, зимы прохладные и температуры редко отпускаются ниже -3,0°С. Среднегодовое количество осадков составляет около 1000 мм.

## История
Первые упоминания об ауле Бабуково (кабард.-черк. Бабыкъуэ хьэблэ, Бабыкъуей) датируются 1720 годом.
В 1743 году кабардинский князь (пшы) Эльмурза Бабука, с частью своих людей из Бабукинского аула осел на правом берегу реки Малка, этот год и считается датой основания села. 
В 1865 году в ходе Земельной реформы Кабарды и программы по укрупнению кабардинских селений, к Бабуково был присоединён близлежащий аул Асланбека Кайтукина.
В середине XIX века в селе был построен конный завод по разведению лошадей кабардинской породы. В начале XX века конезаводчик Хаджи Коцев начал выведение лошадей англо-кабардинской породы.
В 1920 году с окончательным установлением советской власти в Кабарде, решением ревкома Нальчикского округа, Бабуково как и все другие кабардинские поселения было переименовано, из-за присутствия в их названиях княжеских и дворянских фамилий. В результате село получило новое название — Сармаково, название которой исходит от одноимённой речки — Сармако, протекающей через село.
Указом Президиума Верховного Совета РСФСР № 621/3 от 29 мая 1944 года районный центр Нагорного  район был перенесён из села Каменномостское в селение Сармаково.
В 1956 году, после упразднения Нагорного района КБАССР, село было передано в состав Зольского района.
Ныне село продолжает расширяться. На левом берегу реки Малка основан новый микрорайон села — Заречный.

## Население
| 1979  | 2002  | 2010  | 2012  | 2013  | 2014  | 2015  |
| ----- | ----- | ----- | ----- | ----- | ----- | ----- |
| 6572  | ↗9309 | ↘8007 | ↗8066 | ↗8079 | ↗8092 | ↗8112 |
| 2016  | 2017  | 2018  | 2019  | 2020  | 2021  | 2023  |
| ↗8121 | ↗8159 | ↗8181 | ↘8149 | ↘8128 | ↗8498 | ↘8495 |
| 2024  | 2025  |       |       |       |       |       |
| ↗8519 | ↗8539 |       |       |       |       |       |

Плотность — 67.16 чел./км2.
За межпереписной период (с 2010 по 2021 год) население села увеличилось на 491 чел. (+ 6,12 %).
Национальный состав
По данным Всероссийской переписи населения 2021 года:
| Народ                | Численность, чел. | Доля от всего населения, % |
| -------------------- | ----------------- | -------------------------- |
| кабардинцы (черкесы) | 8462              | 99,58 %                    |
| * кабардинцы         | 8171              | 96,15 %                    |
| * черкесы            | 291               | 3,43 %                     |
| другие               | 36                | 0,42 %                     |
| всего                | 8498              | 100 %                      |

## Местное самоуправление
Администрация сельского поселения Сармаково — село Сармаково, ул. Ленина, 220.
Структуру органов местного самоуправления сельского поселения составляют:
- Глава сельского поселения Сармаково — Муков Исуф Ауесович (с 31 марта 2022 года).
- Местная администрация (исполнительно-распорядительный орган) — администрация сельского поселения Сармаково.

Аппарат местной администрации сельского поселения состоит из 9 человек.
- Представительный орган — Совет местного самоуправления сельского поселения Сармаково. Состоит из 12 депутатов[23].

## Образование
- Средняя общеобразовательная школа № 1 — ул. Ленина, 128.
- Средняя общеобразовательная школа № 2 — ул. Ленина, 199.
- Средняя общеобразовательная школа № 3 — ул. Ленина, 59.
- Начальная общеобразовательная школа № 1 — ул. Ленина, 216.
- Начальная школа Детский сад № 1
- Начальная школа Детский сад № 2

## Здравоохранение
- Участковая больница
- Стоматологический центр

## Культура
- Дом Культуры
- Две  библиотеки
- Музей Боевой Славы
- Спортивно-оздоровительный комплекс
- Футбольные стадионы

Общественно-политические организации:
- Адыгэ Хасэ
- Совет ветеранов Великой Отечественной войны
- Совет ветеранов труда
- Совет старейшин

## Ислам
В селе действуют четыре мечети.

## Экономика
Основу экономики села составляют частные и арендные хозяйства. Развито животноводство, в частности разведение КРС. Добываются гравинистый песок, известняк, вулканический пепел и т.д.
На территории села расположены три предприятия районного и республиканского значений: 
- ООО «Сармаковский комбинат»
- ООО «Альянс»
- ООО «Сармаковская МПМК»

## Улицы
На территории села зарегистрировано 29 улиц:

| А. Толстого     |
| Альтудова       |
| Ахметова        |
| Баева           |
| Базарная        |
| Барокова        |
| Береговая       |
| Бирмамитовых    |
| Братьев Маховых |
| Гатажокова      |
| Даурова         |
| Дружбы          |
| Заводская       |
| Заречная        |
| Касимова        |
| Кирова          |

| Комсомольская |
| Крайняя       |
| Кушхова       |
| Л. Толстого   |
| Ленина        |
| Лермонтова    |
| Лесная        |
| Лигидова      |
| Малая         |
| Махова        |
| Машукова      |
| Мира          |
| Мичурина      |
| Молодёжная    |
| Мостовая      |
| Набережная    |

| Надречная     |
| Объездная     |
| Орджоникидзе  |
| Островского   |
| Первомайская  |
| Подгорная     |
| Подъемная     |
| Полевая       |
| Почтовая      |
| Пушкина       |
| Речная        |
| С. Жанказиева |
| Садовая       |
| Степная       |
| Упорная       |

## Известные уроженцы
Родившиеся в Сармаково:
- Коцев Пшемахо Тамашевич — общественный и политический деятель Северного Кавказа в период Гражданской войны и установления советской власти.
- Докшоков Муса Ильясович — советский государственный и общественный деятель. Председатель Совета Министров Кабардино-Балкарской АССР (1984—1988).
- Хаупшева Лёля Мацевна — писательница, заслуженный деятель культуры КБАССР.